# Dulwich Picture Gallery
La Dulwich Picture Gallery è un museo che si trova presso Dulwich, zona a sud est di Londra. Venne fatta costruire dall'architetto John Soane e fu aperta al pubblico nel 1817.
Si tratta del primo museo d'arte pubblico d'Inghilterra e del primo edificio progettato e costruito a scopo espositivo. Fu realizzato in laterizio faccia a vista e la configurazione interna presenta l'illuminazione dall'alto delle sale, una delle caratteristiche del linguaggio architettonico di Soane, anticipatore della tipologia museale moderna.
L'esterno è scandito da lesene, con un accenno, non riconoscibile di ordine classico, che trova qui uno dei primi tentativi di superamento nel personale linguaggio neoclassico di Soane.

## Opere principali
Raffaello
- San Francesco e Sant'Antonio da Padova, 1503-1505 circa

Giovanni Battista Tiepolo
- Giuseppe riceve l'anello del Faraone,  1733-1735 circa
- Diana, Apollo e Ninfe, (1750 circa)
- La Virtù e la Nobiltà fanno fuggire l'Ignoranza, 1743 circa

Canaletto
- Walton Bridge, (1754)

Bartolomé Esteban Murillo
- Fanciulla con fiori, 1665-1670

Antoon van Dyck
- Emanuele Filiberto di Savoia, 1624

Guido Reni
- San Sebastiano, 1630-1635